# Сысоев, Дмитрий Владимирович
Дмитрий Владимирович Сысоев (укр. Дмитро Володимирович Сисоев; Псевдоним OMUT; род. 9 ноября 1989, Львов, УССР) — украинский музыкант, певец, автор песен, композитор.

## Биография
Дмитрий Сысоев родился 9 ноября 1989 года в городе Львов (Украинская ССР). В 1993 вместе с семьёй переехал в Бурятию, в город Северобайкальск. В 1998 году семья вернулась во Львов, где по окончании средней школы, Дмитрий поступил в Львовский музыкальный колледж имени С. Ф. Людкевича.
Во время учёбы, в 2009 году, группой студентов колледжа была создана группа Prime Time, в которой Дмитрий выступил фронтменом и композитором. Уже с 2010 года, группа с успехом выступала на одних европейских сценах с System of a Down, Gorillaz, Apollo 440, The Prodigy, Эверласт в рамках рок-фестивалей, в частности «Spirit of Burgas». В 2010 году группа выпускает клип на песню «My Passion». А летом группа «Prime Time», победив в конкурсе «Разогрей Linkin Park» (в котором принимало участие более 450 групп со всего СНГ), выступила на разогреве у этой легендарной группы на концерте в Санкт-Петербурге.
В 2012 году Дмитрий Сысоев решает попробовать себя в музыкальном телепроекте X-Фактор (3 сезон). Он проходит в 12-ку финалистов, попадает в команду Серёги, удерживается 9 прямых эфиров и, в результате, занимает 4 место.
В 2013 году интересы группы разошлись и Дмитрий начал сольную карьеру. На волне популярности после проекта X-Фактор он побывал с концертами во многих городах Украины и России.
В 2015 Дмитрий переехал в Киев, где с успехом показал себя, как автор песен для популярных исполнителей, среди которых Оля Полякова — «Лёд тронулся», «Эй, секундочку!», «Семирамида», OLEYNIK — «Знаешь, Зажигать молодым», группа АГОНЬ — «Провоцируй», IVAN NAVI — «Тимчасовий релакс», актриса популярного телесериала от телеканала 1+1 «ШКОЛА», суперфиналистка проекта Голос страны (Украина) — Анна Тринчер — «Школа», «Короче, понятно», «А у любви нету возраста», «Love Story», «Ничего не бойся» и многие другие. Параллельно готовился материал для своего сольного проекта.
В 2016 году Дмитрий успешно представил Украину на международном фестивале популярной музыки «25-th DISCOVERY 2016», откуда привёз сразу две награды. Он занял 2-е место за лучший Европейский хит — с авторским треком «Fog». А WORLD Association of Festivals & Artists вручила ему отдельный приз за лучший вокал
В октябре 2017 года, в результате сотрудничества Дмитрия с Вадимом Лисицей, известным продюсером, саунд-продюсером MOZGI/FOXX Studios, вышла первая работа в рамках проекта OMUT песня с провокационным названием «Невыё». Видеоклип на YouTube-канале Дмитрия за три месяца посмотрело более миллиона зрителей, а трек два месяца входил в топ по поисковым запросам в Украине в приложении SHAZAM.
В ноябре 2018 года Дмитрий выпустил EP альбом «Скрепка», а также видео на сингл «Поролон».